# Cantonul Berlaimont
Cantonul Berlaimont este un canton din arondismentul Avesnes-sur-Helpe, departamentul Nord, regiunea Nord-Pas-de-Calais, Franța.

## Comune
- Aulnoye-Aymeries
- Bachant
- Berlaimont (reședință)
- Écuélin
- Hargnies
- Leval
- Monceau-Saint-Waast
- Noyelles-sur-Sambre
- Pont-sur-Sambre
- Saint-Remy-Chaussée
- Sassegnies
- Vieux-Mesnil